# Fledermausquartiere um Hohenburg
Fledermausquartiere um Hohenburg este o arie protejată (arie specială de conservare — SAC, sit de importanță comunitară — SCI) din Germania întinsă pe o suprafață de 0,03 ha, integral pe uscat.

## Localizare
Centrul sitului Fledermausquartiere um Hohenburg este situat la coordonatele 49°18′53″N 11°48′31″E / 49.3147°N 11.8086°E.

## Înființare
Situl Fledermausquartiere um Hohenburg a fost declarat sit de importanță comunitară în martie 2001 pentru a proteja 1 specie de animale. Situl a fost protejat și ca arie specială de conservare în aprilie 2016.

## Biodiversitate
Situată în ecoregiunea continentală, aria protejată conține 1 habitat natural: Peșteri inaccesibile publicului.
La baza desemnării sitului se află o specie protejată de  mamifere: liliac comun (Myotis myotis).
Pe lângă speciile protejate, pe teritoriul sitului au mai fost identificate 1 specie de mamifere.